# De repente 30+
De repente 30+ é um programa de entretenimento brasileiro que aborda temas relevantes do universo feminino. Destinado a mulheres que estão nessa faixa etária, levanta discussões importantes a respeito de carreira, relacionamentos, autocuidado, saúde, independência financeira, maternidade, e muito mais. Comandado pela jornalista e apresentadora Marcela Monteiro, promove diálogos autênticos com a participação de convidadas (personalidades diversas que se destacam na sua área). Exibido originalmente no streaming. A primeira temporada (2024) conta com 15 episódios e especiais no Rio Grande do Sul e em Paris, disponíveis no Canal Marcela Monteiro, Youtube. A segunda temporada está confirmada para 2025.

## História
O De repente30+ surgiu de uma inquietação da apresentadora Marcela Monteiro. Com mais de vinte e cinco anos no audiovisual, trabalhando nos mais importantes veículos de comunicação do país, a jornalista decidiu fazer um projeto autoral. Conversando com mulheres da sua faixa etária (artistas conhecidas e profissionais de outras áreas) ela percebeu que muitas questões interessantes para esse universo feminino poderiam ser mais divulgadas e discutidas.
Marcela usou o acesso que tem entre as grandes personalidades do país para convidar mulheres potentes que compartilharam suas experiências promovendo diálogos autênticos e inspiradores. Convidadas se sentiram confortáveis para falar em público pela primeira vez sobre assuntos pessoais e extremamente relevantes.
Especialistas renomados também participam trazendo ainda mais dados e esclaecimentos para as conversas. Destaque para o Dr Carlos Petta (Especialista em  Reprodução Assistida e Diretor médico da Clínica Fertilidade&Vida), a embriologista Raquel Cossiello (Diretora Embriologista da Clínica Fertidade&Vida), a biomédica Telma Abrahão e a psicóloga e especialista em casal e família Pamela Magalhães.
O programa traz, ainda, o Check Point, quadro de humor com Carol Garcia. A atriz traz um olhar refinado e divertido sobre assuntos abordados nos episódios.
Depois de ler muito sobre os temas escolhidos (inclusive maternidade) Marcela, com 38 anos, decidiu congelar seus óvulos. Sempre muito discreta com a sua vida pessoal, optou por compartilhar essa experiência porque percebeu que várias informações sobe esse processo (e seus avanços) não eram de conhecimento de muitas mulheres.
O programa gravou dois especiais. O primeiro em maio (mês de estreia) no Rio Grande do Sul quando a região sofreu a pior tragédia climática da sua história. E o segundo nas Olimpíadas de Paris (julho-agosto de 2024).

## Especial Rio Grande do Sul

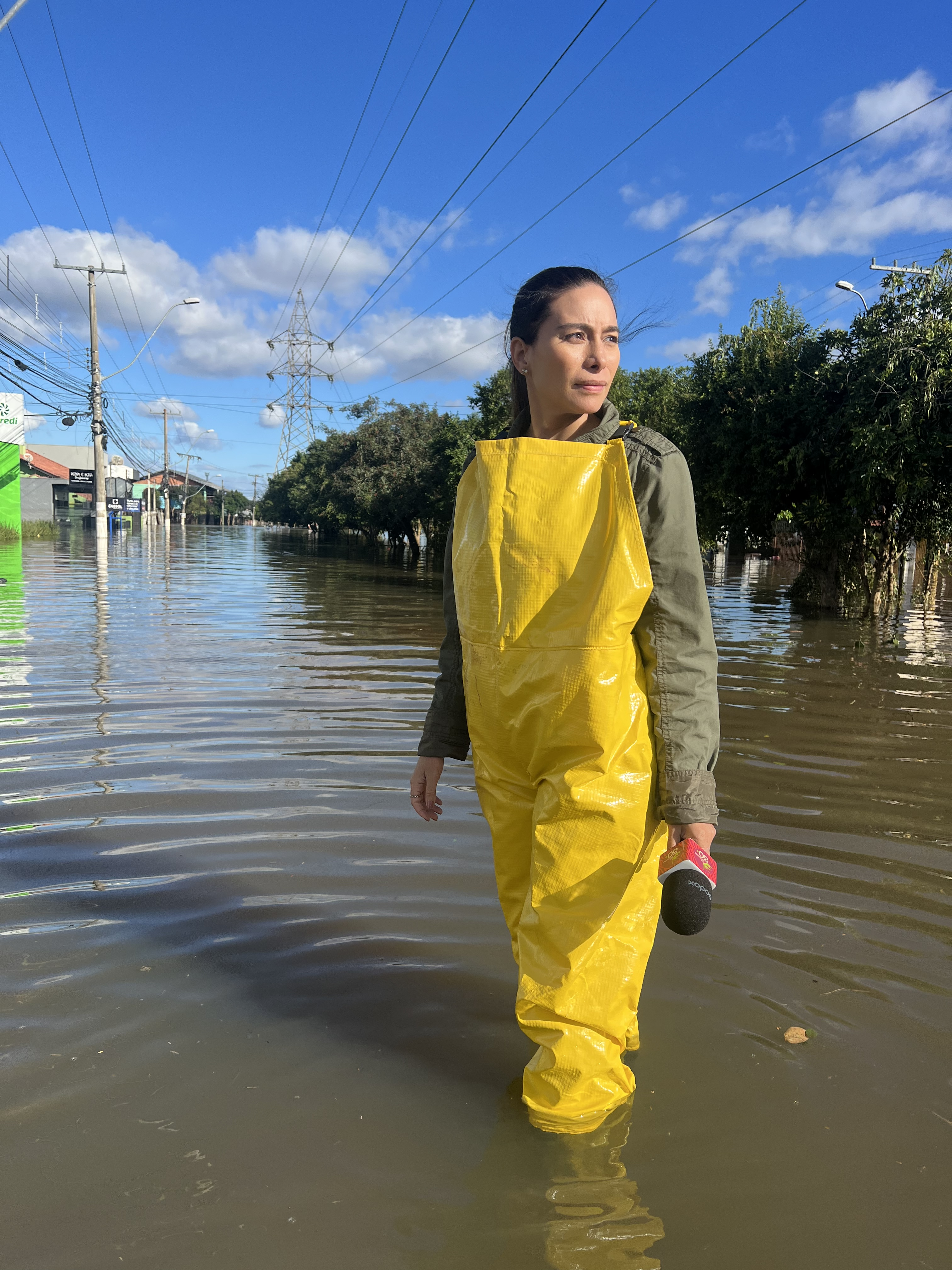
Gravação no Rio Grande do Sul

Chuva forte, enchentes e alagamentos, em maio de 2024, atingiram mais de dois milhões de pessoas no Sul do país. A tragédia foi considerada por muitos a pior da história da região.
Marcela cancelou as gravações no Rio de Janeiro e foi para o Sul com parte da equipe para mostrar o que estava acontecendo, levar doações e divulgar pessoas e entidades que estavam fazendo um trabalho sério de ajuda e acolhimento.
Foi visto como um dos programas mais emocionantes.
A equipe pegou um avião para Florianópolis, um carro no aeroporto e dirigiu por 10h para conseguir chegar em Novo Hamburgo. As gravações iniciais aconteceram nessa primeira área (Novo Hamburgo, São Leopoldo, Canoas, Gravataí..). Dois dias depois mais 8h de estrada para chegar em Porto Alegre (um percurso que normalmente leva no máximo 1h).

## Especial Olimpíadas de Paris

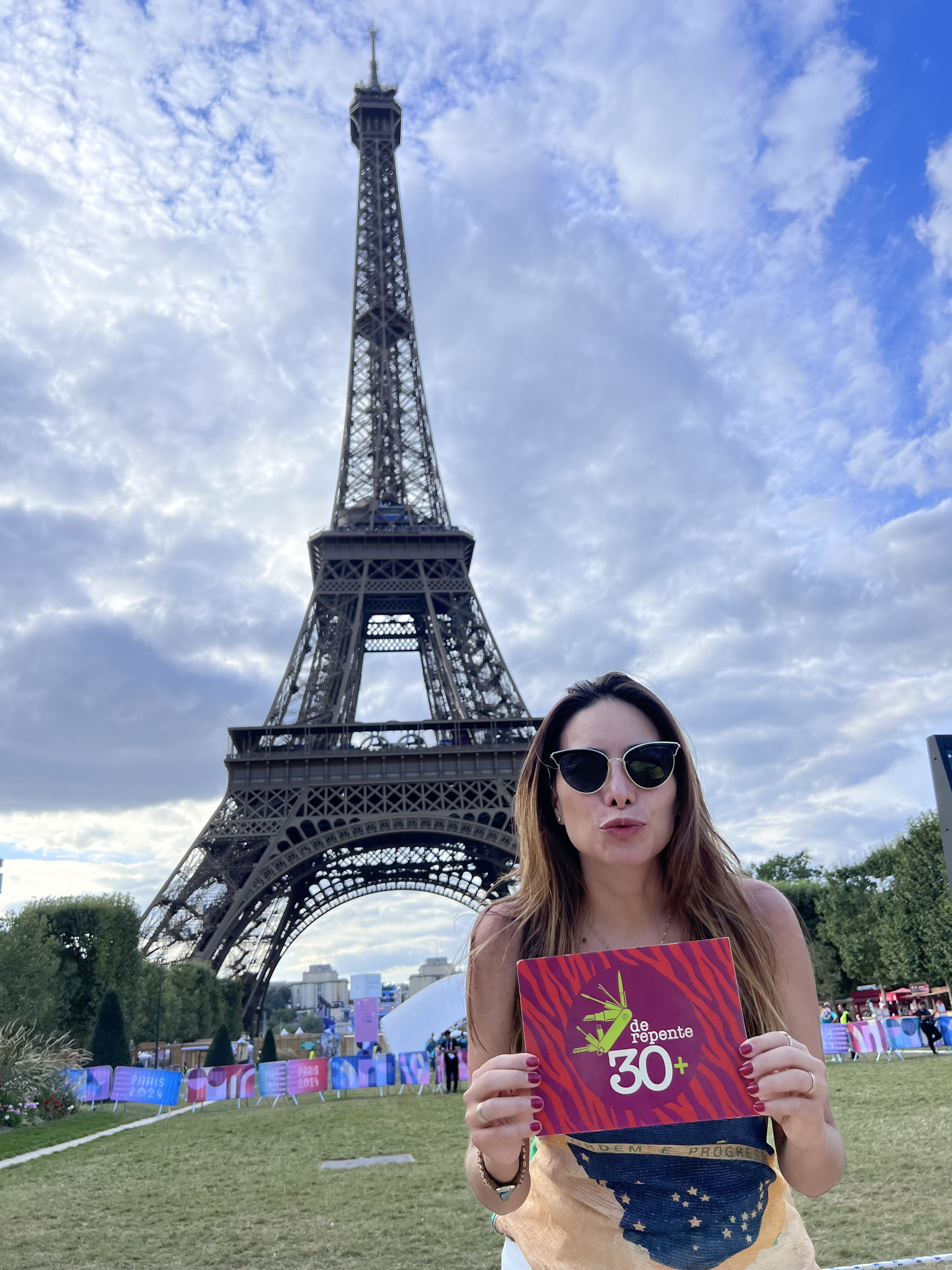
Olimpíadas de Paris

As Olimpíadas de Paris 2024 foi marcada por uma importante participação das mulheres (a maior em 100 anos de competição).
Para o Brasil também foi um marco. As maiores chances de medalhas estavam nos esportes com representantes femininas.
Esse cenário, completamente alinhado com o propósito programa de abrir espaço e incentivar mulheres 30+,  fez a equipe se organizar para ir além e mostrar de perto a potência dessas atletas.
A ideia era mostrar a cidade recebendo os jogos, as curiosidades, o desempenho das brasileiras e, claro, reforçar a ideia de superação e conquista. Para um programa que estava no ar há apenas dois meses, aquela cobertura também foi uma vitória.

## Episódios
| Episódio | Tema                          | Convidadas                             |
| -------- | ----------------------------- | -------------------------------------- |
| 1        | Quando vem o filho?           | Aline Dias e Sophia Abrahão            |
| 2        | E fora dos stories?           | Juliana Didone, Lua Blanco e Lyv Ziese |
| 3        | Especial Rio Grande do Sul    | Moradores da região                    |
| 4        | Já viveu a crise dos 30?      | Carol Macedo e Thaíssa Carvalho        |
| 5        | Vai casa quando?              | Malu Falangola e Talita Younan         |
| 6        | Solteira aos 30?              | Mariana Xavier e Patrícia Elizardo     |
| 7        | Pronta para ser mãe?          | Karina Dohme                           |
| 8        | Quem cuida das mães?          | Bruna Spínola e Noemia Oliveira        |
| 9        | Já sabe lidar com o dinheiro? | Chris Taveira e Yasmin Gomlevsky       |
| 10       | Especial Olimpíadas 1         | Paris e atletas                        |
| 11       | Especial Olimpíadas 2         | Paris e atletas                        |
| 12       | O metabolismo está diferente? | Jessika Alves e Kizi Vaz               |
| 13       | O que é ser bela hoje?        | Angela Luz e Lorena Comparato          |
| 14       | E a saúde mental?             | Mariana Santos                         |
| 15       | Faça acontecer                | Bella Piero e Lary                     |